# Sasha Waltz

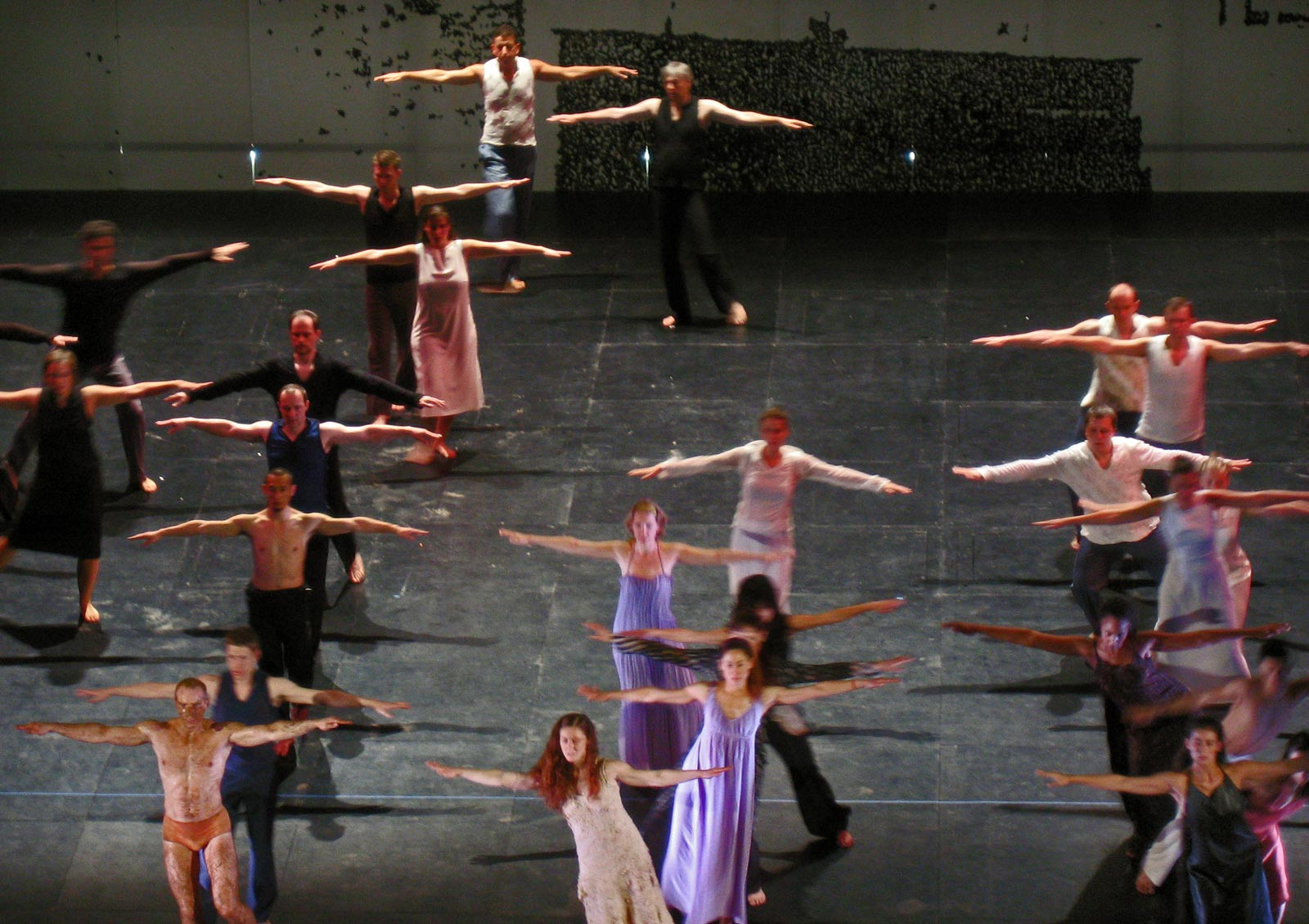
Coreografia di Sasha Waltz alla Staatsoper di Berlino nel 2006

Sasha Alexandra Waltz (Karlsruhe, 8 marzo 1963) è una coreografa tedesca, fondatrice della compagnia di danza Sasha Waltz & Guests.

## Biografia
Waltz è figlia di un architetto e di una curatrice. Dal 1983 al 1986, Waltz ha studiato alla School For New Dance Development di Amsterdam.
Tra il 1986 e il 1987, Waltz si è perfezionata a New York, lavorando come danzatrice per diversi artisti visivi, coreografie e musicisti.
Dal 1992 in poi Waltz è stata artista in residenza presso la Künstlerhaus Bethanien, sviluppando una serie di “dialoghi” in progetti interdisciplinari con altri artistii. Un anno dopo, nel 1993, ha fondato la sua compagnia Sasha Waltz & Guests con Jochen Sandig. Nei 3 anni successivi hanno sviluppato la Trilogia del viaggio.
Insieme a Jochen Sandig, Waltz ha fondato la Sophiensæle nel centro di Berlino, un centro per lo sviluppo del teatro libero e della danza. Qui hanno sviluppato Allee der Kosmonauten (1996), Zweiland (1997) e Na Zemlje (1998), oltre al progetto Dialoge `99/I.
Nel 1999, Waltz ha assunto la direzione artistica della Schaubühne am Lehniner Platz di Berlino insieme a Thomas Ostermeier, Jens Hillje e Jochen Sandig.
Nel 2008 le è stato assegnato il X Premio Europa per il teatro, a Salonicco. Nel 2009 vince il Premio Roma dell'Accademia Tedesca Roma Villa Massimo.
Nel 2016, il sindaco di Berlino Michael Müller ha annunciato che Waltz e Johannes Ohman sarebbero succeduti a Nacho Duato come direttori artistici congiunti dello Staatsballett Berlin nel 2019.